# 画像

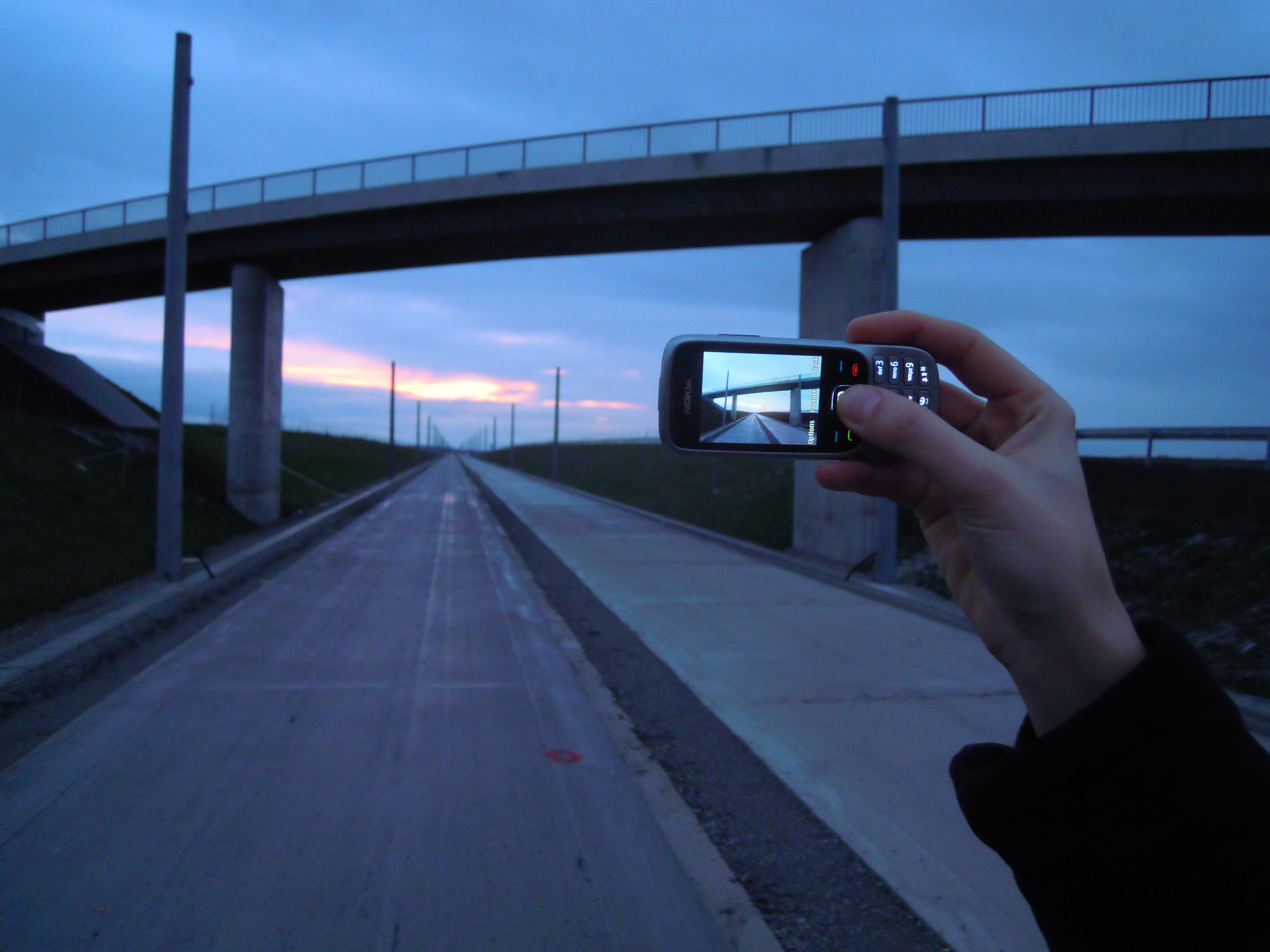
デジタルカメラでの撮影

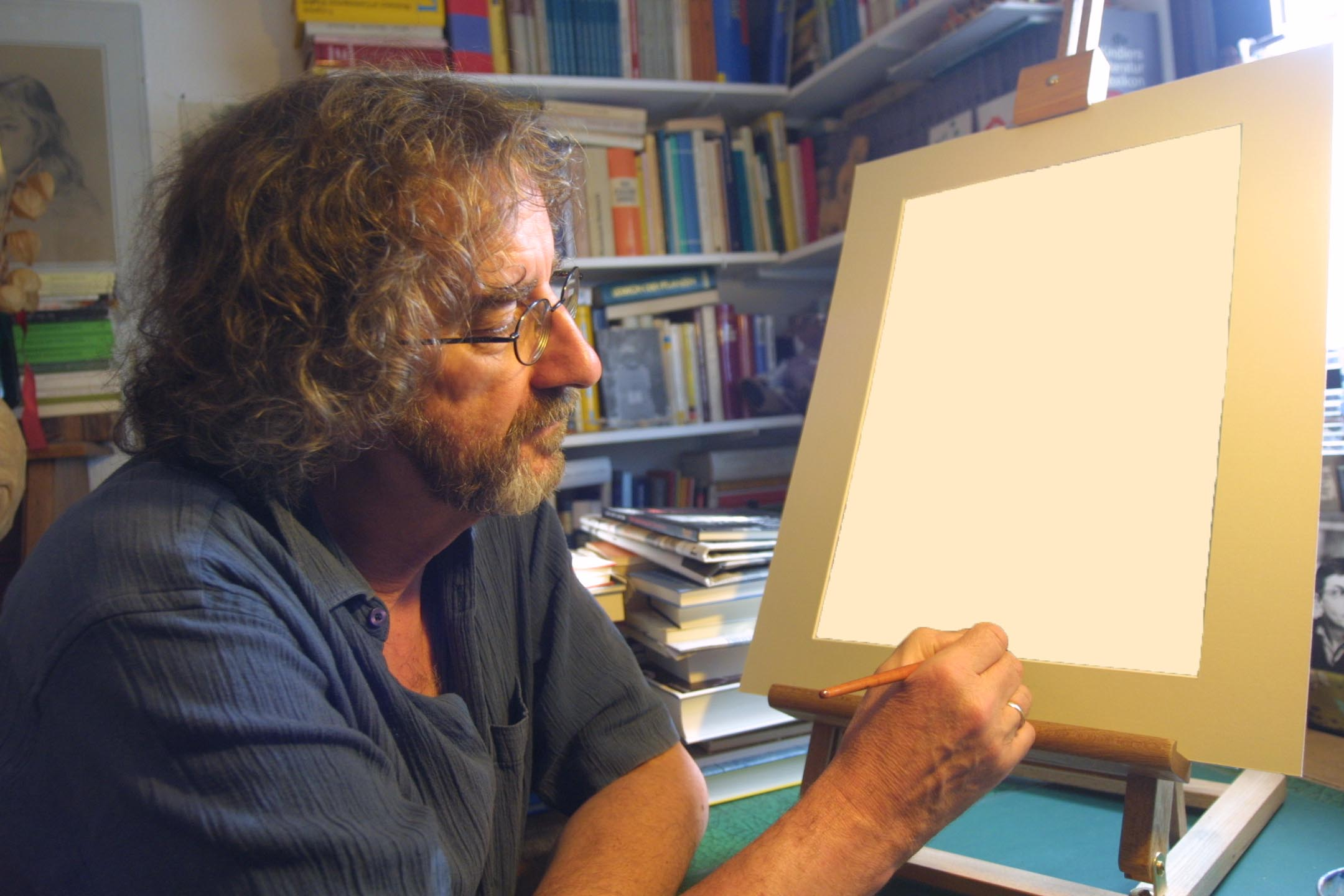
キャンバスに絵を描こうとしている

画像（がぞう、英: image）とは、事象を視覚的に媒体に定着させたもので、そこから発展した文字は含まない（例：文字と画像、書画）。定着される媒体は主に2次元平面の紙であるが、金属、石、木、竹、布、樹脂や、モニター・プロジェクター等の出力装置がある。また、3次元の貼り絵、ホログラフィー等も含まれる。

## 歴史
現存する古い画像は後期旧石器時代の洞窟壁画（スペインの《アルタミラ洞窟壁画》（全文：La Cueva de Altamira（Museo de Altamira）や、フランス《ラスコー洞窟壁画》（書影：三浦定俊（2008））。）等）である。これらの画像すなわち、岩面画から抽象化が行われ、画像に属するピクトグラム（絵文字）、さらに文字に属する象形文字が生まれた。

## 同義語
- 同義語に図、絵（画）、図像があり、限定表現である図形、影像、映像等がある。

## 用語「画像」の分類
- 様式や精神的な形象には「図」（英語のImage）や「絵（画）」を使用している（例：心象図、物語絵、肖像画、「絵になる」）。
- 点・線・面など幾何学的な表現にグラフや図形が使用されている。
- 定着する方法による区分：直接描く描画、一時的定着である鏡や水面の反射やカメラオブスキュラ、版を作り転写する版画、カメラや望遠鏡、顕微鏡等の光学デバイスを利用した写真、印刷、モニター入出力等がある。写真で出力した画像は「影像」という。映画やテレビ等に映した画像は「映像」という。デジタルカメラの普及でアナログ画像とデジタル画像の用語も一般化した。
- 時間を基準とすると、静止画、動画に分類され、静止画動画はモーションピクチャーという。画像は一般に静止画像をいうことが多い。
- 色数からはモノクローム、カラーに分類される。
- オリジナル画像を原画、原図といい、版として定着した画像を図版、電子媒体に定着したものを電子画像、電子影像（図書の影像は書影）という。
- 粗密や解像度からは、曖昧表現だが、精密画像、高精細画像、低解像度画像等が使用される。

## 画像ファイル
コンピュータグラフィックスのファイル形式
ビットマップ画像（ラスターグラフィックス）とジャギーのないベクターグラフィックスに分類され、ベクターグラフィックは用語「図形」を使用する場合が多い。
標準画像ファイルフォーマット
多数の画像ファイル形式があるが、W3Cが推奨したラスター形式にはJPEGやPNG等があり、ベクター形式にはXMLベースのテキストファイルで表現出来るSVGがある。また、アドビのベクター形式ドキュメントファイルPDFも国際規格ISO 32000-1:2008となった。

### 画像の単位
コンピュータで扱う画像データの最少単位を画素という。物理的な点情報をドットといい、1インチあたりのドット密度をdpiという。
画像の要素
明度、彩度、輝度、透過度等がある。
色の表現
異なるデバイスで色表現が異ならないよう、カラーマネージメントシステムで各デバイスを制御する必要がある。
色の合成方法には加法混合（透過光の三原色、例：モニター画面のRGB値）、減法混合（反射光の三原色、例：カラー印刷などのCMYK）などいくつかがある。
画像圧縮
Web画像は通信速度をあげるため、一般に画像圧縮したり、画像サイズを縮小したカタログ用のサムネイルやプログレッシブJPEGを使用する場合が多い。